# Manambolo
Manambolo est une commune rurale malgache dans la région d'Ambatosoa.